# Fruktofilne bakterie mlekowe
Fruktofilne bakterie mlekowe lub fruktofilne bakterie kwasu mlekowego, FLAB (ang. fructophilic lactic acid bacteria) – grupa fakultatywnie beztlenowych bakterii mlekowych, których głównym źródłem węgla i energii jest fruktoza. Fermentacja cukrów z udziałem tych bakterii przeprowadzana jest w sposób heterofermentatywny, produkując przy tym kwas mlekowy, kwas octowy, dwutlenek węgla oraz znikoma ilość etanolu. Bakterie te mogą rozkładać glukozę w obecności akceptorów elektronów (takich jak fruktoza, pirogronian, tlen czy kwasy fenolowe), których zadaniem jest utrzymanie równowagi NAD+/NADH. Zdolność fermentacyjna węglowodanów jest niewielka, większość gatunków fruktofilnych bakterii potrafi metabolizować jedynie fruktozę, glukozę oraz mannitol. Bakterie FLAB dzielone są na dwie grupy:
- obligatoryjnie fruktofilne, które rozwijają się dobrze na podłożu z fruktozą, jak również z glukozą przy koniecznym dostępie do akceptorów elektronów,
- fakultatywnie fruktofilne, rozwijają się dobrze na podłożu z fruktozą, jak również z glukozą, brak akceptorów elektronów skutkuje jedynie opóźnieniem rozwoju. Jedynym gatunkiem wykazującym tę tendencję jest Lactobacillus florum[4].

## Cechy morfologiczne
Komórki tych fruktofilnych bakterii mają charakterystyczny dla bakterii mlekowych kształt pałeczek, występujących pojedynczo bądź w parach. Są to Gram-dodatnie, nie posiadają zdolności motorycznych, ani nie wytwarzają form przetrwalnikowych.

## Taksonomia
Gatunki, które posiadają fruktofilne preferencje należą do dwóch rodzajów: Fructobacillus (F. fructosus, F. durnosis, F. ficulneus, F. pseudoficulneus, F. tropaeoli) i Lactobacillus (L. florum, L. kunkeei, L. apinorum, L. kosoi). Rodzaj Fructobacillus powstał po reklasyfikowaniu bakterii z rodzaju Leuconostoc. Jedną z przyczyn tego rozdziału była zdolność wytwarzania kwasu octowego z glukozy, zamiast etanolu. Fruktofilne gatunki Lactobacillus różnią się od innych gatunków zmniejszoną ilością genów i słabym rozwojem na podłożu z glukozy.

## Występowanie
Fruktofilne bakterie mlekowe na skutek presji środowiskowej przystosowały się do warunków bogatych we fruktozę. Występują one m.in. w: nektarze kwiatowym, przewodzie pokarmowych owadów, których dieta bogata jest we fruktozę, np. pszczoła miodna (Apis mellifera), mrówki z rodzaju Camponotus, dojrzałych owocach, winie, sfermentowanych produktach spożywczych.

## Cechy genetyczne
Wielkość genomów FLAB w porównaniu z genomami innych bakterii mlekowych jest znacznie zmniejsza. Genomy gatunków Lactobacillus mieszczą się w przedziale 1,42-1,55 Mb, natomiast rodzaj Fructobacillus w przedziale 1,33-1,69 Mb. Ich genomy zawierają mniej par GC, co jest charakterystyczne dla bakterii symbiotycznych. W profilu genetycznym fruktofilnych bakterii brakuje sekwencji kodujących białka biorące udział w układzie fostotransferazy, łańcuchu oddechowym, transporterów ABC oraz odpowiadające za metabolizm pentoz, np. arabinozy, rybozy czy ksylozy. Charakterystyczną redukcją jest brak jednej z domen bądź całego genu adhE, kodującego białko dehydrogenazę alkoholową (ADH)/ dehydrogenazę aldehydową (ALDH). Jej skutkiem jest niezdolność produkcji etanolu i zachwianie równowagi NAD+/NADH.

## Zastosowanie
Bakterie te mogą być wykorzystane do produkowania niektórych metabolitów, np. poliole (mannitol, erytrytol) czy kwas γ-aminomasłowy (GABA). Testy wykazały również ich właściwości przeciwdrobnoustrojowe, wytwarzają one m.in., bakteriocyny, lizozymy, kwas mrówkowy. Trwają badania nad ich probiotycznymi właściwościami.